# Lacrau-russo
O lacrau-russo (Ocypus olens), também conhecido como cocheiro-do-diabo ou besouro-de-cavalo, é uma espécie de escaravelho que pertence à família Staphylinidae. Antes de ser incluído no género Ocypus, esteve previamente no género Staphylinus desde 1764.

## Etimologia
O epíteto específico vem do latim olens, que significa "olente" ou "que tem cheiro", e refere-se às duas glândulas odoríferas no abdómen deste insecto. Este escaravelho tem sido associado ao Diabo desde a Idade Média, e daí vem o seu nome comum.

## Subespécies
As subespécies incluem:
- O. o. azoricus (Méquignon, 1942)
- O. o. olens (O. Müller, 1764)

## Distribuição e habitat
Estes escaravelhos são muito comuns e apresentam uma distribuição cosmopolita, estando presentes desde a Europa ao Norte de África. Foram também introduzidos na América e em algumas regiões da Australásia. Preferem normalmente áreas húmidas, e em Portugal podem ser encontrados practicamente durante o ano inteiro, apesar de terem actividade mais reduzida nos meses de Verão (Julho e Agosto). Durante o dia refugiam-se debaixo de troncos em decomposição, pedras ou folhagem.

## Descrição
Tem o corpo completamente negro e alongado, medindo aproximadamente 20–32 mm (0,8–1,3 in). Os seus élitros (asas modificadas) são curtos e cobrem apenas o tórax, deixando os segmentos abdominais expostos. Apresenta uma musculatura abdominal muito desenvolvida e os segmentos abdominais estão recobertos por placas esclerotizadas. Podem voar, mas raramente usa as asas. O seu corpo está também recoberto de pelos finos e negros. Em situações de ameaça apresentam um comportamento de defesa, erguendo o seu longo abdõmen e abrindo as suas mandíbulas, muito semelhante a um lacrau, e talvez por isso em algumas regiões de Portugal se chama a este escaravelho "lacrau russo". Apesar de não ter esporão (como os lacraus), é bastante agressivo e pode morder com as suas mandíbulas, o que pode ser doloroso aos outros animais (humanos incluídos) atacados. Também emite um odor pestilento como mecanismo de defesa, odor esse proveniente das glàndulas situadas na extremidade do abdómen.

## Biologia e alimentação
É um predador de outros invertebrados (a sua dieta inclui minhocas, lesmas, aranhas, traças pequenas, bichinhos-da-conta, mas também carniça) e alimenta-se maioritariamente de noite. Quando caça, a presa é apanhada com as mandíbulas que usa para cortar e manipular a comida convertendo-a, com a ajuda das pernas frontais, num bolo alimentar. Esse bolo é mastigado, engolido e regurgitado (recoberto com uma secreção castanha proveniente do stomatodeum) continuamente até ser reduzido a um líquido que será, então, digerido. A pele (no caso das minhocas) e materiais mais duros (de artrópodes) não são ingeridos.  A sua larva também é carnívora e apresenta hábitos alimentares semelhantes à forma adulta.

## Galeria

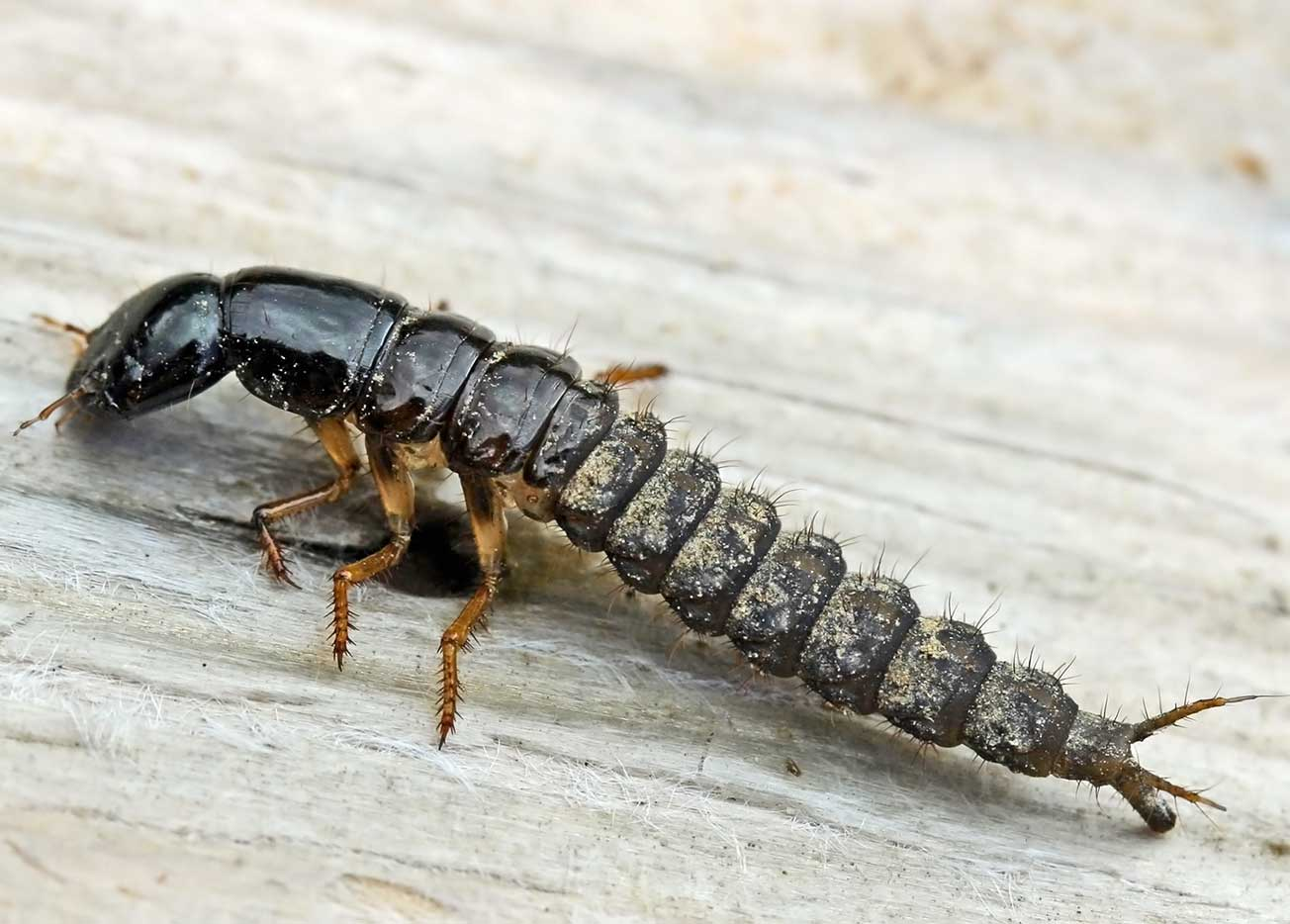
Larva.
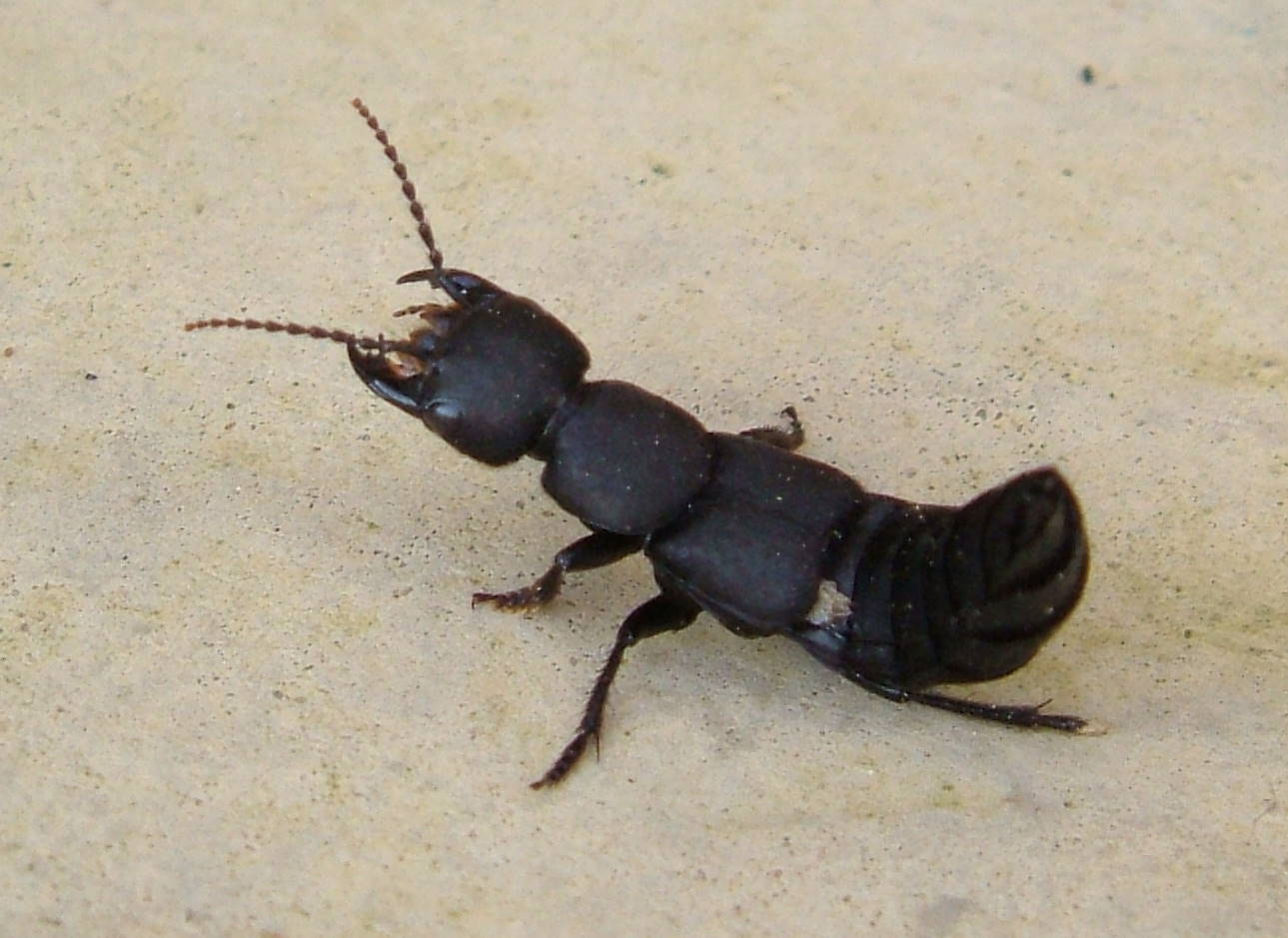
Comportamento deimático (de ameaça).
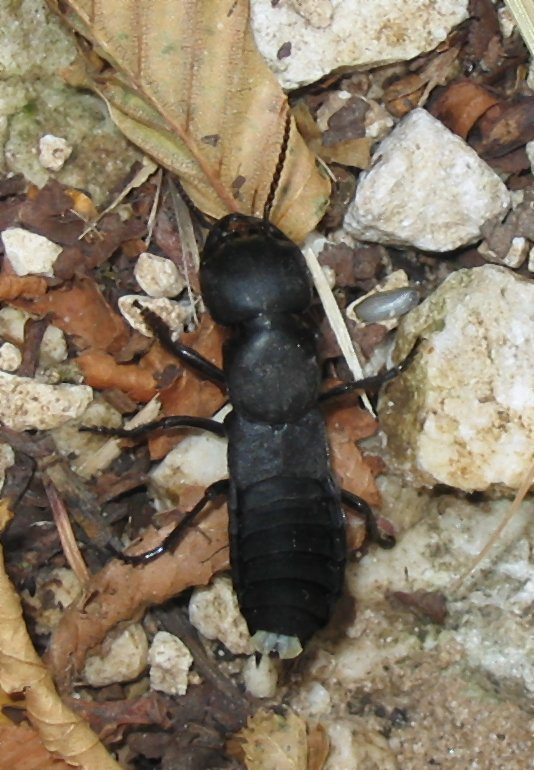
Forma adulta com as gândulas odoríferas visíveis.
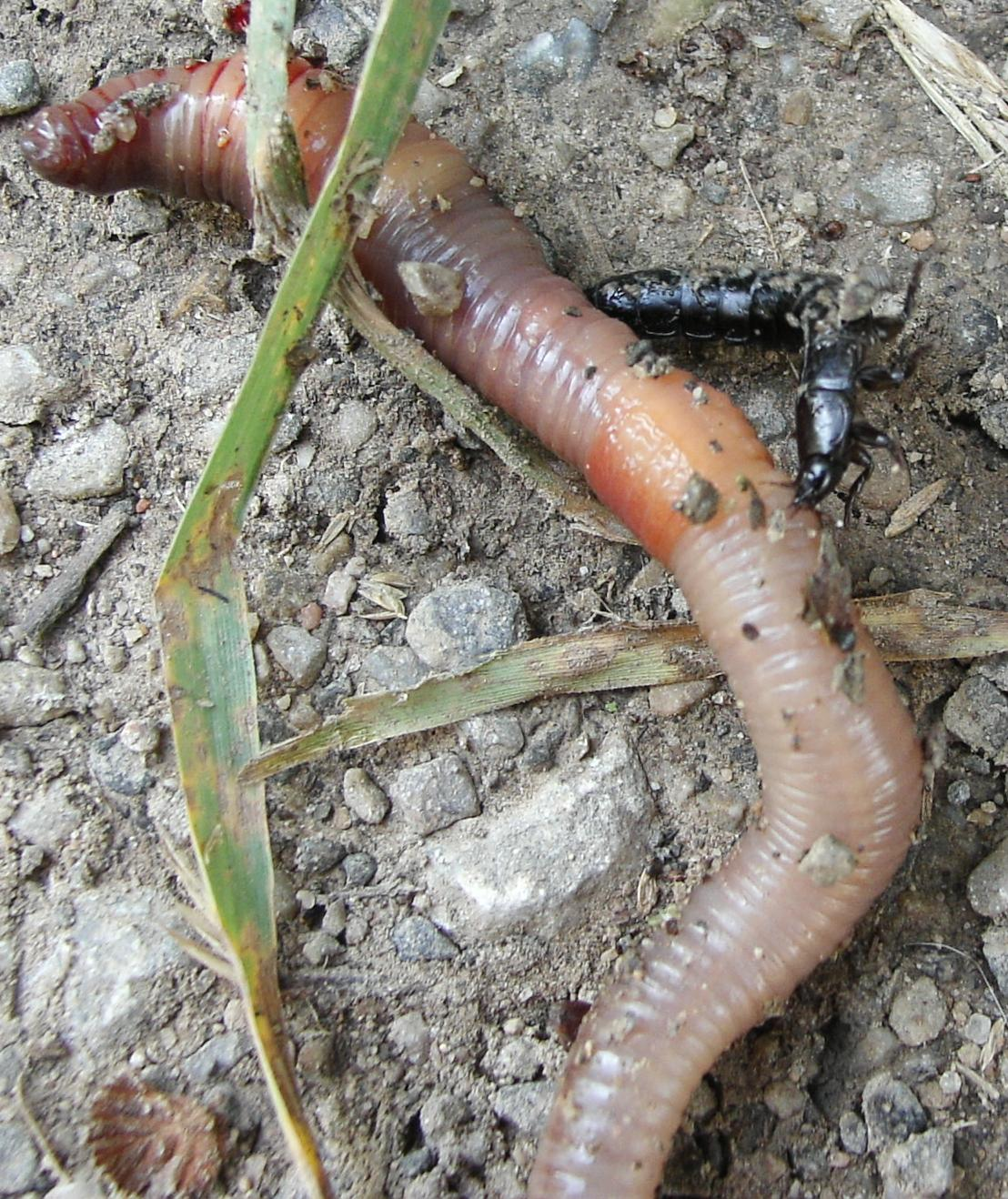
Adulto a predar uma minhoca.
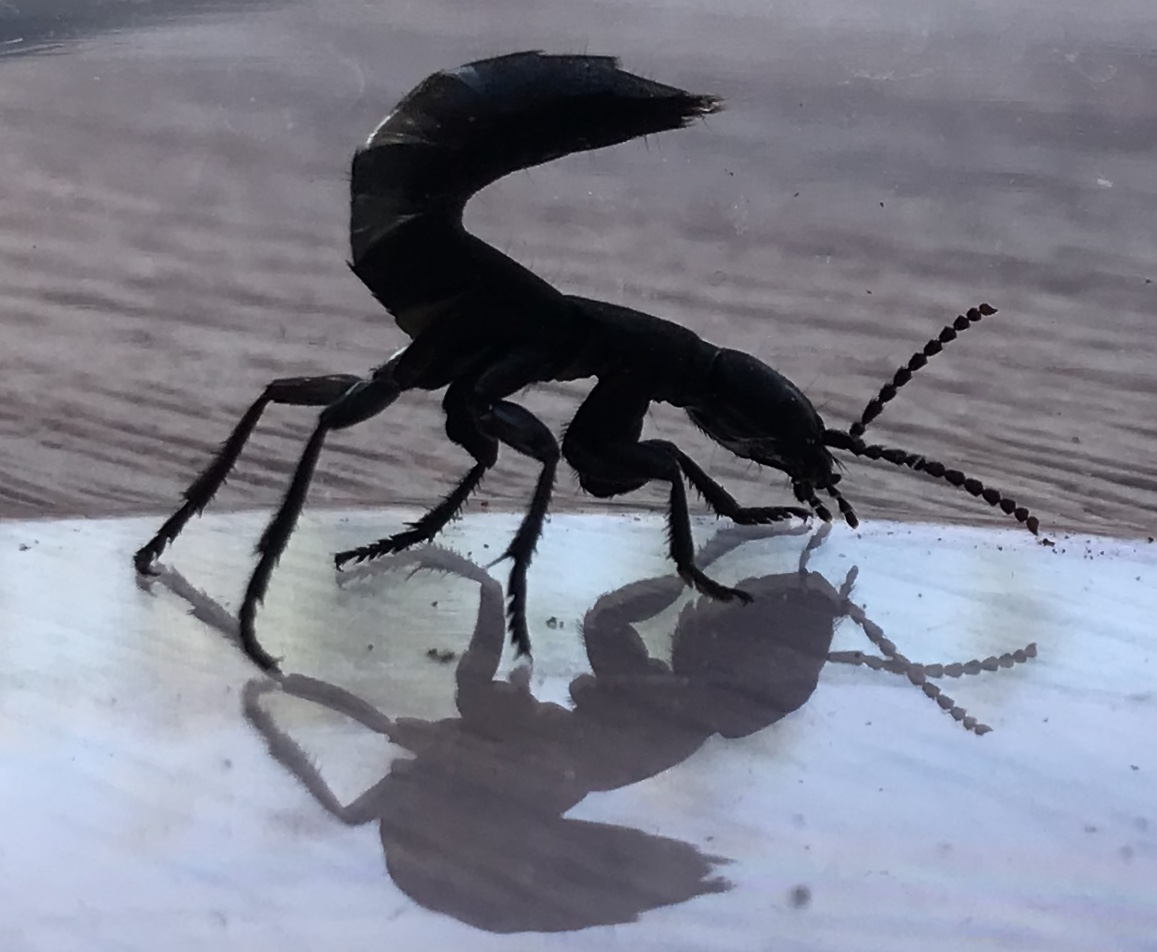
Comportamento deimático.
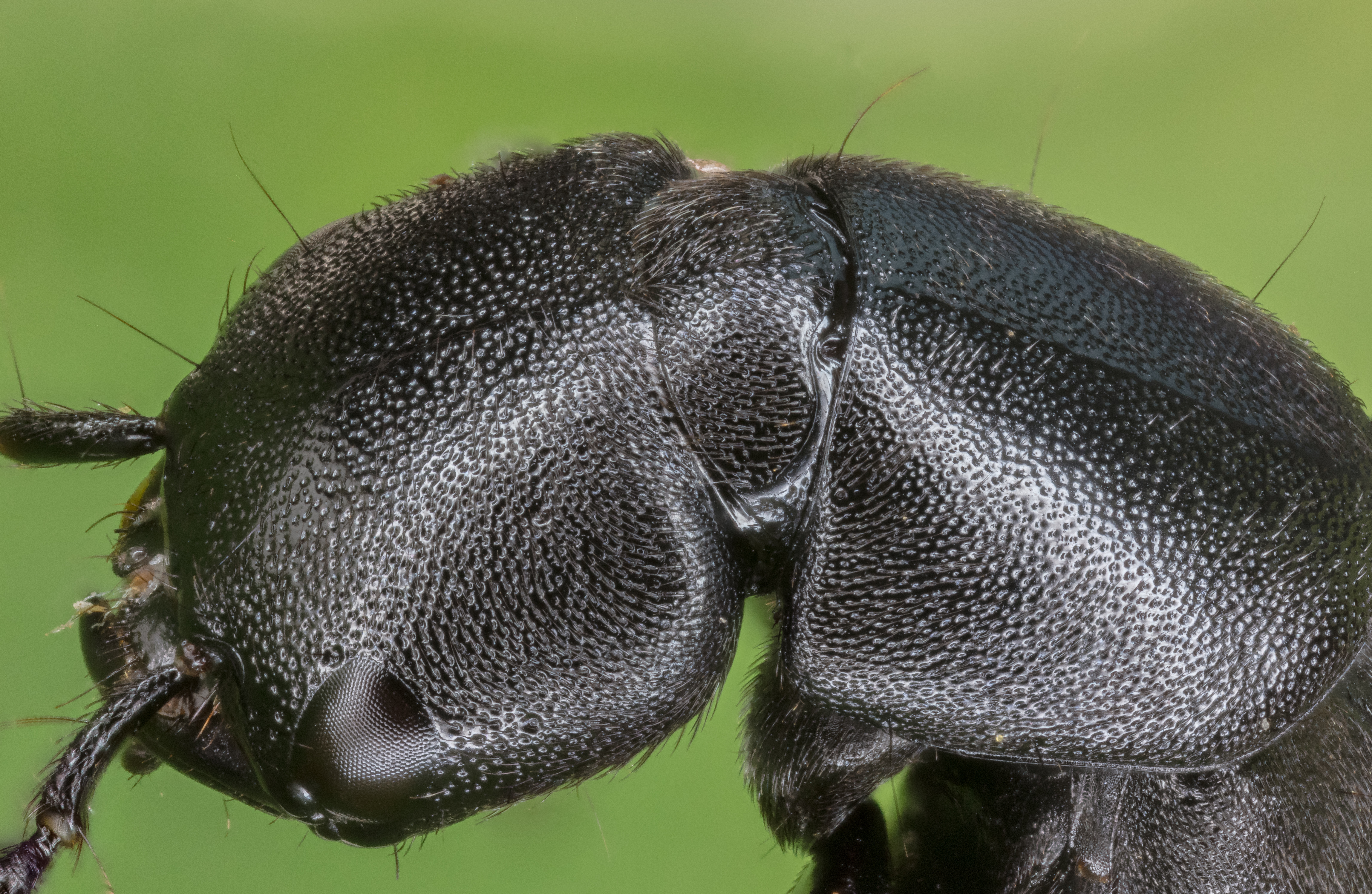
Detalhe, vista lateral.
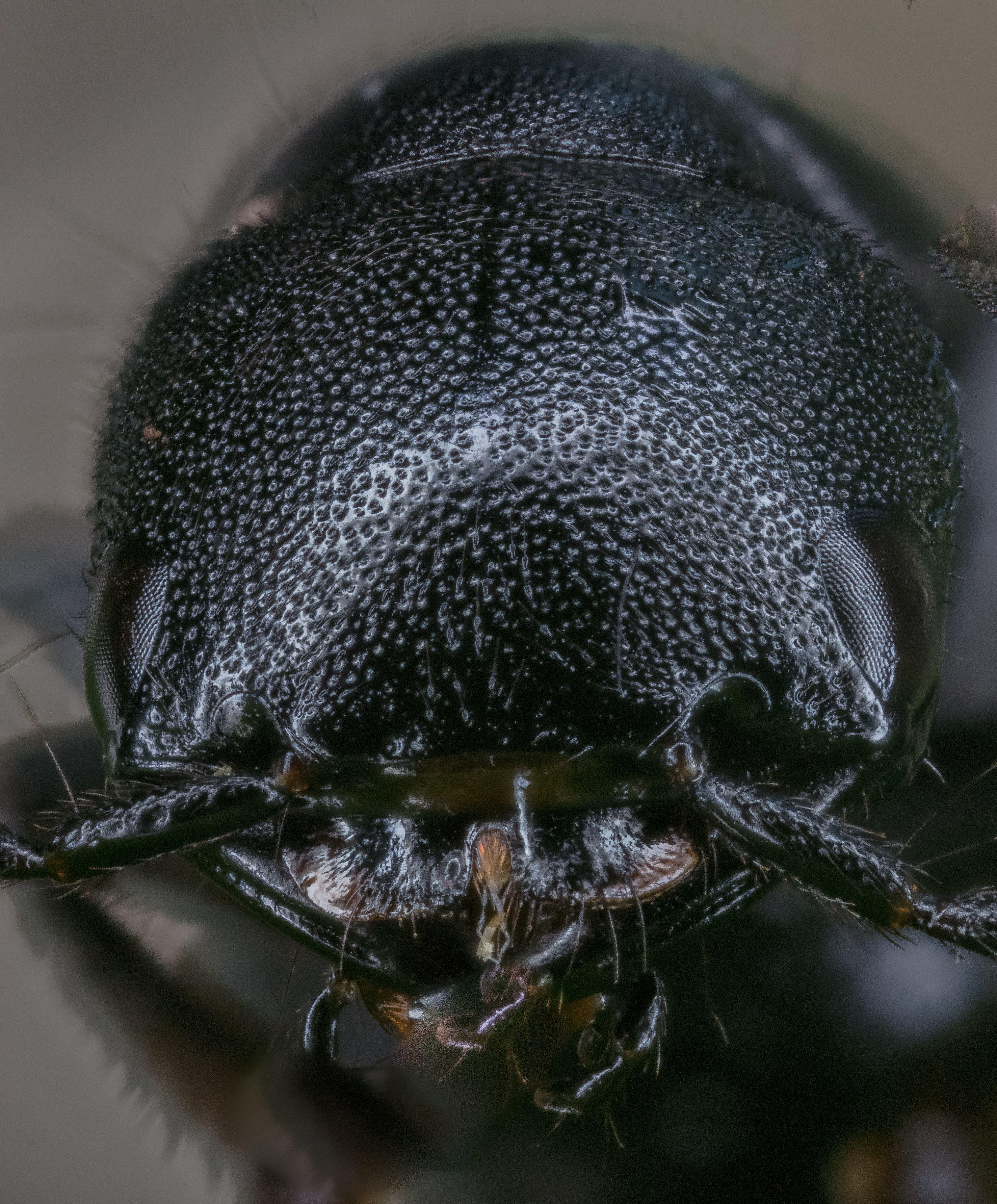
Detalhe, vista frontal.